# باور بوك

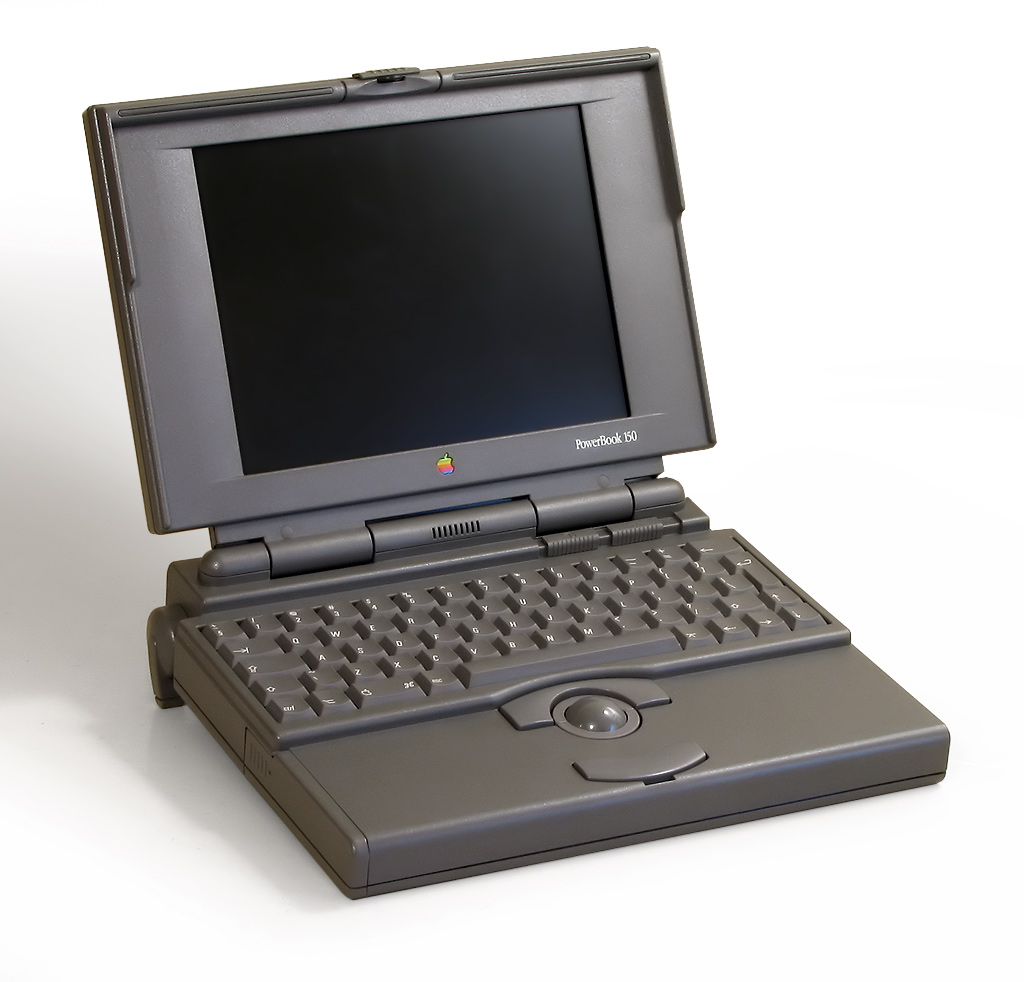
باور بوك 150

باور بوك (بالإنجليزية: PowerBook)‏ هي سلسلة من حواسيب ماكنتوش المحمولة التي تم تصميمها وتصنيعها وبيعها من قبل شركة أبل من عام 1991 إلى عام 2006. مرت أجهزة الباور بوك من خلال عدة تعديلات جوهرية وإعادة التصميم، وحصلت على مزايا أصبحت في وقت لاحق معياراً في أجهزة الحاسوب المحمولة. استهدفت السلسلة المستخدمين المحترفين، وحصلت على العديد من الجوائز.